# جشنواره فیلم سارایوو

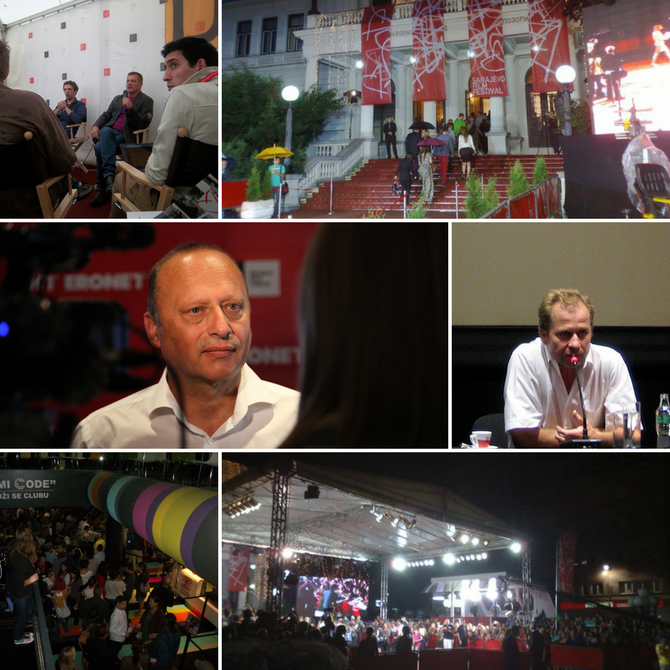
جشنواره فیلم سارایوو

جشنواره فیلم سارایوو (SFF) بوسنی و هرزگوین بزرگترین جشنواره فیلم در منطقه بالکان و یکی از بزرگترین‌ها در اروپا است که سال ۱۹۹۵ در سارایوو هنگام محاصره این شهر آغاز به کار کرده و هر ساله دست‌اندرکاران سینما و تئاتر از کشورهای مختلف را می‌پذیرد. جشنواره در ماه اوت برگزار می‌شود و فیلم‌های کوتاه نمایش می‌دهد. مدیر فعلی جشنواره میرساد پوریواترا است.

## مهمانان و شرکت‌کنندگان مشهور
- جیلین اندرسون
- فاتح آکین
- ژولیت بینوش
- اورلاندو بلوم
- بیل کارتر
- بونو
- استیو بوشمی